# Xinglong Zhen (ort i Kina, Hubei Sheng, lat 30,62, long 112,66)
Xinglong Zhen (kinesiska: 兴隆镇) är en ort i Kina. Den ligger i provinsen Hubei, i den centrala delen av landet, omkring 160 kilometer väster om provinshuvudstaden Wuhan. Antalet invånare är 54 837. Befolkningen består av 26 820 kvinnor och 28 017 män. Barn under 15 år utgör 15,0 %, vuxna 15-64 år 75 %, och äldre över 65 år 8,0 %.
Runt Xinglong Zhen är det tätbefolkat, med 530 invånare per kvadratkilometer. Trakten runt Xinglong Zhen består till största delen av jordbruksmark.
Genomsnittlig årsnederbörd är 1 225 millimeter. Den regnigaste månaden är maj, med i genomsnitt 180 mm nederbörd, och den torraste är december, med 15 mm nederbörd.